# Roger Clemens
William Roger Clemens (Dayton, 4 de agosto de 1962) é um ex-jogador de beisebol americano, um dos mais preeminentes arremessadores na história da Major League Baseball. Em 2006, uma enquete com 32 analistas da ESPN nomeou Clemens o maior arremessador vivo. É vencedor de sete Prêmios Cy Young, dois a mais que qualquer outro.
Clemens fez sua estréia na MLB com o Boston Red Sox, onde ele jogou por treze temporadas. No Toronto Blue Jays, ganhou duas vezes a tríplica coroa. Foi trocado para o New York Yankees para a temporada de 1999, onde ele conquistou seu primeiro título de Série Mundial. Em 13 de junho de 2003, ele alcançou sua  300ª vitória e  4000º strikeout na mesma partida. Clemens é um dos únicos quatro arremessadores a ter mais de  4000 strikeouts em sua carreira, junto com Nolan Ryan, Randy Johnson e Steve Carlton. Jogou três anos no Houston Astros, voltando ao Yankees durante a temporada de 2007.
Em 13 de dezembro de 2007, o nome de Clemens caiu no Relatório Mitchell, o qual alegou que ele usou esteróides durante 1998 e 2001.